# Præstø Amtskreds
Præstø Amtskreds var en valgkreds i Landsdel Øerne fra 1920 til 1970. I 1971 blev det meste området en del af Storstrøms Amtskreds. En mindre del kom til Roskilde Amtskreds.  Fra 2007 hører området til Sjællands Storkreds.
Amtskredsen bestod af følgende opstillingskredse:
1. Store Heddinge-kredsen.
2. Præstøkredsen.
3. Næstvedkredsen.
4. Vordingborgkredsen (Stege-Vordingborg kredsen).

Faxekredsen, der var oprettet i 1849, blev nedlagt i 1918. Kredsen blev genoprettet i 2007.  